# Eleni Vassilika
Eleni Vassilika (* 20. Jahrhundert in Chicago) ist eine griechisch-US-amerikanische Ägyptologin.

## Leben
Eleni Vassilika studierte zunächst an der Universität Athen (1977–78), dann am Brooklyn College (B.A. in Classics 1979) und am Institute of Fine Arts der New York University (M.A. in Kunstgeschichte 1982, Ph.D. in Klassischer Archäologie und Ägyptologie 1989). Von 1990 bis 2000 leitete sie die Antikensammlung des Fitzwilliam Museum in Cambridge, 2000 bis 2005 war sie Direktorin des Roemer- und Pelizaeus-Museums in Hildesheim, dort war sie aber nicht unumstritten.
Von Oktober 2005 bis April 2014 war sie Direktorin des Museo Egizio in Turin. Anschließend ging sie nach England, wo sie 2014 bis 2015 Curatorial Director des  National Trust war.